# Episodi di Crazy Like a Fox (seconda stagione)
La seconda stagione della serie televisiva Crazy Like a Fox è stata trasmessa in anteprima negli Stati Uniti d'America dalla CBS tra il 6 ottobre 1985 e il 3 maggio 1986.
| nº | Titolo originale                  | Titolo italiano | Prima TV USA     | Prima TV Italia |
| -- | --------------------------------- | --------------- | ---------------- | --------------- |
| 1  | Eye in the Sky                    |                 | 6 ottobre 1985   |                 |
| 2  | Sunday in the Park with Harry     |                 | 13 ottobre 1985  |                 |
| 3  | Requiem for a Fox                 |                 | 20 ottobre 1985  |                 |
| 4  | Murder Is a Two Stroke Penalty    |                 | 27 ottobre 1985  |                 |
| 5  | Fox in 3/4 Time                   |                 | 3 novembre 1985  |                 |
| 6  | Desert Fox                        |                 | 10 novembre 1985 |                 |
| 7  | Some Day My Prints Will Come      |                 | 1º dicembre 1985 |                 |
| 8  | If the Shoe Fits                  |                 | 15 dicembre 1985 |                 |
| 9  | Is There a Fox in the House?      |                 | 22 dicembre 1985 |                 |
| 10 | Year of the Fox                   |                 | 29 dicembre 1985 |                 |
| 11 | Fox and the Wolf                  |                 | 5 gennaio 1986   |                 |
| 12 | Hearing Is Believing              |                 | 15 gennaio 1986  |                 |
| 13 | Hyde-And-Seek                     |                 | 22 gennaio 1986  |                 |
| 14 | The Road to Tobago                |                 | 29 gennaio 1986  |                 |
| 15 | You Can't Keep a Good Corpse Down |                 | 5 febbraio 1986  |                 |
| 16 | The Fox Who Saw Too Much          |                 | 12 febbraio 1986 |                 |
| 17 | Just Another Fox in the Crowd     |                 | 26 febbraio 1986 |                 |
| 18 | Fox on the Range                  |                 | 5 marzo 1986     |                 |
| 19 | The Duke Is Dead                  |                 | 5 aprile 1986    |                 |
| 20 | Rosie                             |                 | 12 aprile 1986   |                 |
| 21 | Dead on Arrival                   |                 | 19 aprile 1986   |                 |
| 22 | A Fox at the Races                |                 | 3 maggio 1986    |                 |